# Henrik I. Tirolski
Henrik I., tirolski grof od leta 1180, † 14. junij 1190
Henrik je bil mlajši sin tirolskega grofa Bertolda I. in njegove žene Neže(?), hčerke grofa Otona I. Ortenburškega. Leta 1180 je nasledil svojega očeta kot tirolski grof, skupaj z bratom Bertoldom II. Potem ko je leta 1181 Bertold II. umrl, je Henrik I. vladal sam.
Henrik se je poročil z Nežo, hčerko gospoda Adalbera iz Vangena, sestro škofa Friderika iz Trenta. Par je imel naslednje otroke:
- Albert IV. († 1253)
- hči, ki se je poročila z goriškim grofom Majnhardom II.
- Neža, poročena z grofom Henrikom II iz Eschenloheja (um. 1272)
- Matilda, poročena z grofom Bertholdom III iz Eschenloheja († 1260)

| Henrik I. Tirolski Tirolski grofjeRojen: 14. junij |                           |                       |
| Predhodnik: Bertold I.                             | Tirolski grof 1180 - 1190 | Naslednik: Albert IV. |